# Barcas Rio
O consórcio Barcas Rio é o novo operador do transporte aquaviário do Rio de Janeiro, sucedendo a CCR Barcas a partir de 12 de fevereiro de 2025.
O consórcio é composto pelas empresas BK Consultoria e Serviços, Internacional Marítima, Sudeste Navegação e Innovia Soluções Inteligentes, sendo vencedor de licitação realizada pelo Governo do estado do Rio de Janeiro em 22 de novembro de 2024, e será a empresa responsável pela operação por um prazo de cinco anos, renováveis por mais cinco.

## História

### Barcas S/A
Em 5 de fevereiro de 1998, aconteceu o leilão de privatização da Companhia de Navegação do Estado do Rio de Janeiro (CONERJ) (fundada em 1977), realizada na Bolsa de Valores do Rio de Janeiro por um valor pago de R$ 33,012 milhões. Os participantes da venda foram, a Andrade Gutierrez, o Grupo JCA (que controla a Auto Viação 1001), a Wilson Sons e a RJ Administração e Participações. A partir daí foi renomeada para um novo consórcio de empresas, passando a se chamar de Barcas S/A. Em 2007, a Andrade Gutierrez vendeu a sua parte na empresa.

### CCR Barcas
Em 2012, o Grupo CCR adquiriu 80% do capital social da Barcas S/A e passou a se chamar de CCR Barcas. Na década seguinte, o Grupo CCR manifestou o interesse de encerrar a concessão. Foi acordado com o Governo do Estado em 2023 que o estado faria nova licitação, com a CCR operando o serviço por mais dois anos.

### Barcas Rio
Em novembro de 2024, uma nova concessão – no valor de cerca de R$ 1,9 bilhão – foi realizada, com contrato para 5 anos, prorrogáveis por mais 5. O novo consórcio é formado pelas empresas BK Consultoria, Internacional Marítima, Sudeste Navegação e Innovia Soluções Inteligentes.
O consórcio passou a operar as barcas em 12 de fevereiro de 2025.